# راندولف گالووی
راندولف گالووی (اسپانیایی: Randolph Galloway‎; ۲۲ دسامبر ۱۸۹۶ – ۱۰ آوریل ۱۹۶۴) یک بازیکن و سرمربی فوتبال اهل بریتانیا بود.
از باشگاه‌هایی که در آن بازی کرده‌است می‌توان به باشگاه فوتبال ناتینگهام فارست، باشگاه فوتبال لوتون تاون، باشگاه فوتبال تاتنهام هاتسپر، باشگاه فوتبال دربی کانتی، باشگاه فوتبال کاونتری سیتی و باشگاه فوتبال گرنثم تاون اشاره کرد.